# European Nature Information System
European Nature Information System és un sistema de classificació mediambiental. La classificació EUNIS (European Nature Information System) s‘ha anat desenvolupant els darrers anys incorporant, en bona part, la classificació CORINE i la del Paleàrtic. És emprada actualment per l'European Enviroment Agency per a la classificació d'hàbitats. Podria ser que en el futur fos el sistema de classificació d'hàbitats més utilitzat a la Unió Europea. La part marina està molt desenvolupada, mentre que la part terrestre, proporcionalment als hàbitats que hi ha, no ho està tant.
Conceptualment no és molt diferent de la CORINE, en la qual es basa, però té uns codis completament diferents. Té actualment 6 nivells jeràrquics i està basada en unes claus dicotòmiques que defineixen els hàbitats. En l'àmbit europeu ja es disposa d'algunes bases de dades que posen en relació els 3 sistemes de classificació (CORINE, Paleàrtic i EUNIS).